# Franz de Paula Albert Eder
Franz de Paula Albert Eder (Hallein, 30 gennaio 1818 – Salisburgo, 10 aprile 1890) è stato un arcivescovo cattolico austriaco.

## Biografia
Franz de Paula Albert Eder nacque a Hallein il 30 gennaio 1818 da una famiglia borghese, figlio di Peter Paul Eder e da Theresia Hintner. 
Intrapresa la carriera ecclesiastica, nel 1839 entrò nell'ordine benedettino e fu ordinato sacerdote all'età di 25 anni nel duomo di Salisburgo.
Tra il 1857 ed il 1876 fu abate dell'abbazia di San Pietro col nome di Alberto V. Il 22 ottobre 1876 venne ordinato arcivescovo di Salisburgo dall'arcivescovo di Praga Friedrich Johann Joseph Cölestin von Schwarzenberg.

## Genealogia episcopale e successione apostolica
La genealogia episcopale è:
- Cardinale Scipione Rebiba
- Cardinale Giulio Antonio Santori
- Cardinale Girolamo Bernerio, O.P.
- Arcivescovo Galeazzo Sanvitale
- Cardinale Ludovico Ludovisi
- Cardinale Luigi Caetani
- Cardinale Ulderico Carpegna
- Cardinale Paluzzo Paluzzi Altieri degli Albertoni
- Papa Benedetto XIII
- Papa Benedetto XIV
- Papa Clemente XIII
- Cardinale Giovanni Battista Caprara Montecuccoli
- Vescovo Dionys von Rost
- Vescovo Karl Franz von Lodron
- Vescovo Bernhard Galura
- Vescovo Giovanni Nepomuceno de Tschiderer
- Cardinale Friedrich Johann Joseph Cölestin von Schwarzenberg
- Arcivescovo Franz de Paula Albert Eder, O.S.B.

La successione apostolica è:
- Vescovo Johannes von Leiss (1880)
- Vescovo Peter Funder (1881)
- Vescovo Josef Kahn (1887)
- Vescovo Mihael Napotnik (1889)